# Colour of the Truth
Pour plus de détails, voir Fiche technique et Distribution.
Colour of the Truth est un film hongkongais réalisé par Marco Mak et Wong Jing, sorti le 20 juin 2003.

## Synopsis
Wong Jiang et Seven Up font partie des meilleurs éléments de la police de Hong Kong. Alors que Wong est un flic honnête et droit, Seven Up, lui, magouille et reçoit des pots de vin de Blind Chiu. Pendant la confrontation entre ces trois personnages, Seven Up et Blind Chiu sont tués. Les fils de Seven Up et de Blind Chiu grandissent avec en tête de se venger et de tuer Wong Jiang. Cola, le fils de Seven Up, rejoint les forces de police et est recruté par Wong Jiang, alors que Wai, le fils de Blind Chiu, devient le leader d'une triade locale.

## Fiche technique
- Titre : Colour of the Truth
- Titre original : 黑白森林 (Hak bak sam lam)
- Réalisation : Marco Mak et Wong Jing
- Scénario : Wong Jing
- Production : Wong Jing et Tiffany Chen
- Musique : Marco Wan
- Photographie : Fung Yuen-man
- Montage : Marco Mak
- Pays d'origine : Hong Kong
- Format : Couleurs - 1,85:1 - Dolby Digital - 35 mm
- Genre : Action, policier, drame et thriller
- Durée : 104 minutes
- Date de sortie : 20 juin 2003 (Hong Kong)

## Distribution
- Anthony Wong : Wong Jiang
- Jordan Chan : Wai
- Raymond Wong : Cola
- Lau Ching-wan : Seven Up
- Francis Ng : Blind Chiu
- Gillian Chung : Katie
- Chapman To : Big Sai
- Patrick Tse : Kwan
- Pinky Cheung : La mère de Cola
- Robert F. Saunders : Garde
- Terence Yin : Cyclops

## Récompenses
- Prix de la meilleure musique et nomination au prix des meilleures chorégraphies (Lee Tat-Chiu), lors du Golden Horse Film Festival 2003.
- Prix du film du mérite lors des Hong Kong Film Critics Society Awards 2004.